# Vuolejaure, Härjedalen
Vuolejaure är en sjö i Bergs kommun i Härjedalen och ingår i Ljusnans huvudavrinningsområde. Sjön har en area på 0,854 kvadratkilometer och ligger 940,5 meter över havet.

## Delavrinningsområde
Vuolejaure ingår i det delavrinningsområde (696557-133976) som SMHI kallar för Utloppet av Vuolejaure. Medelhöjden är 970 meter över havet och ytan är 6,77 kvadratkilometer. Räknas de 4 avrinningsområdena uppströms in blir den ackumulerade arean 23,5 kvadratkilometer. Daddån som avvattnar avrinningsområdet har biflödesordning 3, vilket innebär att vattnet flödar genom totalt 3 vattendrag innan det når havet efter 410 kilometer. Avrinningsområdet består mestadels av kalfjäll (86 procent). Avrinningsområdet har 0,93 kvadratkilometer vattenytor vilket ger det en sjöprocent på 13,8 procent.